# Babaçulândia
Babaçulândia is een gemeente in de Braziliaanse deelstaat Tocantins. De gemeente telt 10.698 inwoners (schatting 2009).